# Кирсановское сельское поселение
Кирсановское сельское поселение — муниципальное образование в Грибановском районе Воронежской области.
Административный центр — село Кирсановка.

## Административное деление
Состав поселения:
- село Кирсановка,
- поселок Емельяновка.